# 吉野村 (花蓮港庁)

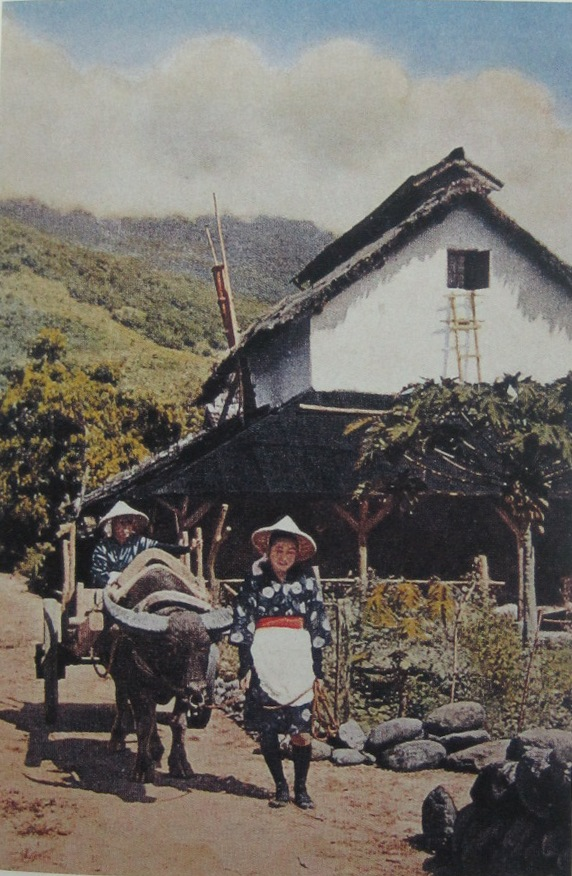
吉野村

吉野村（よしのむら）は、日本統治時代の台湾東部花蓮港庁花蓮郡吉野庄（現在の花蓮県吉安郷）に存在した官営の日本人移民村である。初期の入植者の大半が四国徳島県吉野川流域出身であったことにちなみ、「吉野村」と命名された。

## 前史
吉野村が存在した台湾東部の花蓮市近郊、現在の吉安郷には、もともと台湾原住民族アミ族の大集落「チカソワン社」が存在した。日本の台湾領有当初より住民の青年らは日本の官憲に、山岳地帯の反抗的な原住民を監視する警備員「隘勇」として雇われていたが、1908年12月、待遇への不満により蜂起する。いわゆるチカソワン事件である。
事件の事後処理としてチカソワン社は解体され、住民は近隣の村落、あるいは花東縦谷南部に強制移住させられる。チカソワン社跡地の880万坪におよぶ広大な敷地を活用するに当たり、時の台湾総督・佐久間左馬太は官営移民村の設立を計画する。
台湾西部は既に明代から福建地方出身者を中心とした漢民族が入植し、西部の平原は広く農地として開発されていた。だが花蓮港庁を含む台湾東部は台湾の中央部を貫く山岳地帯と、沿岸に連なる断崖、そして激しい海流と良港の不備に阻まれて入植が遅れ、漢族人口の希薄地帯だった。原住民の村落を除けば耕地開発されていない処女地は、新たな共同体の構築には格好の条件を備えているとも言えた。
日本による台湾領有直後の明治30年、政商の賀田金三郎はいち早く台湾に渡り、台湾東部、花蓮港にほど近い呉全城に日本本土からの移民を募り2万町歩もの荒れ地を開墾させ、サトウキビと煙草の栽培に着手した。だがマラリアなど台湾独特の風土病に加えて原住民による襲撃などが重なり、開拓地の運営は困難を極めた。そんな折、チカソワン事件の事後処理として官営農村の設立が俎上に上る。

## 開村まで
明治43年（1910年）2月9日、元チカソワン社の隣村、荳蘭（タウラン）社に移民指導所が設立され、初代花蓮港庁長・石橋亨のもとで総督府から派遣された23名の職員が任務を遂行した。台湾総督府は日本徳島県より9戸の農民を模範移民として招聘した。
移民指導所の設立と同時に、総督府では「台湾移住案内」を日本の各県に配布し、移民を募った。その募集には、「日本人としての品性を貶めないため」厳しい条件が課せられていた。
吉野村に続く官営移民村「豊田村」「林田村」でも同様の条件が課せられ、1910年から1917年までの3村の移民希望者1621人のうち条件をクリアした者は1100人だった。中でも1911年の2回目募集時は出願者702人に対し許可を得た者は173人、競争率は4.1倍だった。
一方、厳しい選考条件を通過して渡台、入植した移民に対し、総督府は手厚い保護を施した。
これらすべての代金は無利子の10年年賦とし、移住4年目から納付させ完済のちは所有権を与えることとした。
さらに原住民アミ族の協力を得るため、明治45年5月、第2代花蓮港庁長の中田直温はポクポク社、タウラン社、リイラウ社のアミ族3集落を統べる総頭目・チトサクと協議の上、以下の協定を取り付けた。

## 改革

### 入植
吉野村に入植した移民はいずれも厳しい選考条件をクリアした者であり、当時としては経済的にも心身の健康にも恵まれた集団であった。だが温帯気候の日本本土での農業技術を旨とする彼らには、亜熱帯での開墾作業と農業は苦痛極まるものであった。高さ数メートルのコワチン（鬼茅の一種）が生い茂る入植地は、百歩蛇やアマガサヘビ、台湾コブラやマラリア、ツツガムシ病の巣窟である。開拓民は藪を刈り、根を掘り上げる作業の中で毒蛇に噛まれ、あるいはマラリアに感染した。さらに入植当初の明治後期は山岳地帯に住むタロコ族がいまだ日本当局に抵抗し、隘勇線を越えて開拓地に侵入するなど緊迫した状況が続いていた。侵入を知らせる警報の鐘を聞きつけた開拓民が藪に逃げ込めば、そこを毒蛇や害虫に咬みつかれた。明治後期から昭和10年までの25年間で、病死者は1007名に上る。
開墾当初の回顧録には
「昨日も警官が首をモガレタ…」
「この荒野じゃドギャンニモナリマシェンタイ…」
などの台詞が散見される。
さらに日本本土より低緯度の地勢ゆえ、夏から秋にかけて襲来する台風は最盛期の勢力で開拓地を苛んだ。1912年（大正元年）9月には移民後わずか3年目の新築家屋240戸がトタン屋根を吹き飛ばされ、無傷の家はわずかに3戸、日本本土から携えた貴重な家財道具が豪雨に晒され、味噌や塩まで洗い流され食料にも事欠くありさまだった。
だが入植から10年も経過した大正末期、昭和初期には耕地も整い、藪が一掃されると同時に毒蛇や毒虫の害も軽微となった。

### 名産品

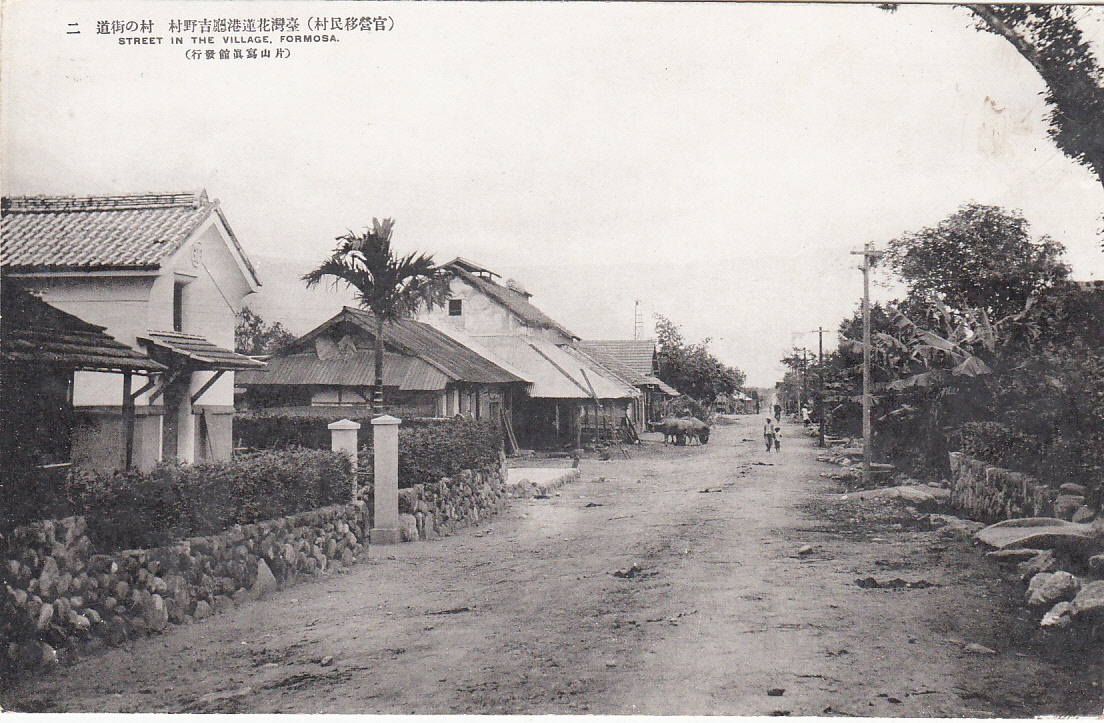
日本統治時代の「吉野村」。日本本土の農村同様、土蔵が存在する。突き上げ屋根の建築は、葉タバコの乾燥室である

日本の台湾領領有当時、花蓮港含め台湾で栽培されていたイネ「在来米」はインディカ米ゆえ日本人の口に合わず、港湾設備が整わず大型船の入港が難しかった花蓮港（かれんこう）にかけて「波が荒くて入れん港、米が不味くて食われん港」と揶揄されていた。
だが熊本県出身の青木繁は郷里から種もみ（ジャポニカ米）を取り寄せ、1913年（大正2年）から在地米と熊本米の交配に没頭し、1919年（大正8年）の秋に至って「内地米に近い味」の品種を生み出した。この品種は「青木米」と呼ばれて吉野村一円に伝播し、日本皇室に献上され「吉野1号」と命名された。吉野1号は、いわゆる「蓬莱米」とは全く別系統の品種である。吉野米は銘酒「万寿」の酒米となり、寿駅（現在の寿豊駅）の駅弁「いなりずし」の寿司米として人気を博した。
また内部が紫色で甘みの強いサツマイモ「アンコ藷」を原料としてスイートポテトのような菓子を作り、「花蓮港藷」として販売した。現在の台湾名物である乾燥バナナも、吉野村の田中卯一郎、奥本芳三郎が開発したものとされる。また吉野村では稲作と同時に葉タバコの栽培が広まり、各家庭が葉タバコの乾燥室を備えた。吉野村産の煙草は「レッドジャスミン」と呼ばれ親しまれた。
昭和初期に村落としての体裁が整った吉野村は、「官営移民村の成功例」として喧伝された。1940年5月、拓務大臣の小磯国昭は台湾視察の折に台東庁の敷島村と吉野村を訪れ、実情を見聞している。また1934年に東久邇宮、1940年に閑院宮、1943年には竹田宮と、皇族による視察も相次ぎ、生活が整いつつある村民に希望を与えた。こうして「入れん港」「食われん港」と揶揄されていた花蓮近郊は「住めば都よ帰れん港」と称される理想郷へと変貌した。
一方、1941年か42年（諸説あり）に浜本浩、豊島与志雄、松村梢風らと文芸講演会のため台湾を訪れたプロレタリア作家の佐多稲子は台北から高雄、台南ほか各地を周遊する中で花蓮港郊外・吉野村を訪れる。そこで村内の結婚適齢期の男性やその親が日本本土の出身地から嫁を迎えたがり、対して吉野村生まれの妙齢女性が「結婚難」に陥る現状を嘆き、著書『台湾の旅』に以下のように記している。

## 村内の構造と設備
吉野村は、散村と集村の長所を取り入れた折衷的な地割である。耕地面積は一戸ごとに配分され、水田は1甲5分、畑地は3甲、宅地1分5厘。吉野村宮前と清水集落では1戸ごとに宅地約9.3から9.49厘、草分集落では宅地面積は15.3厘（約450坪）、そのうち住宅が占める面積そのものは20坪以内で、残りの土地には野菜畑を設けて果樹を植え、防風林を整えた。移民の住屋の建築費は官が当面は援助し、初期は日本本土産の杉材を用いた草ぶき屋根だったがシロアリの害に弱かった。そのため 1914年（大正3年）以後は阿里山で得られた紅檜を用いた。坪数は15から17、建造費は平均して390円だった。
村内は宮前（現在の吉安、太昌、慶豐、北安）、清水（現在の福興、稻香）、草分（現在の永興）の3地区にわかれ、面積は1260甲，東西、南北はそれぞれ6㎞となる。草分集落は吉野村の最南端であり、公共施設が集中していた。吉野村の開基以降、大正2年から用水路「吉野圳」の工事が始まり、昭和時代の改修を経て村内の耕地面積のうち9割が水田となった。吉野神社、真言宗吉野布教所（現 慶修院）、吉野村尋常高等小學校（現 花蓮県吉安郷吉安国民小学）、診療所など公共設施が設置され、大正の末期には村落としての施設が整い大正8年(1919年)時には、吉野村は戸数327、人口1694人。このうち宮前集落135戸、清水集落125戸、草分集落67戸だった。1933年時には、全村で戸数約300、人口は1318人だった。

### 吉野高等尋常小学校

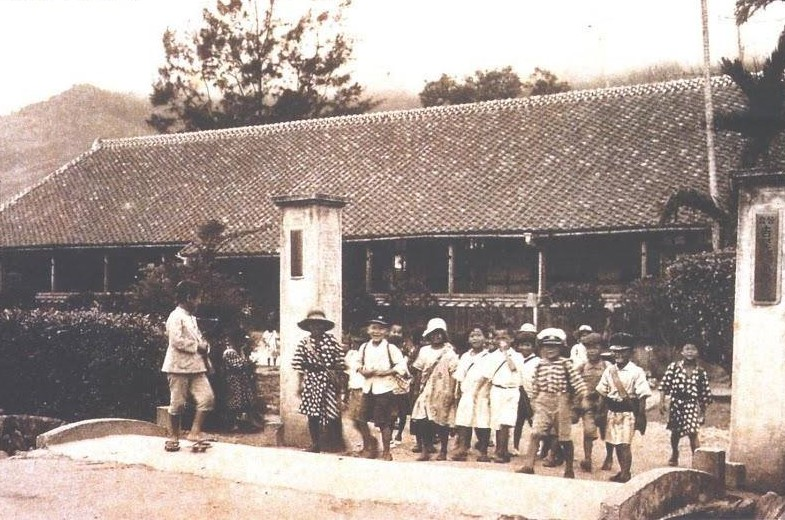
吉野高等尋常小学校

1911年(明治44年)2月、荳蘭移民指導所内に臨時校舍が設けられたものの、原住民による焼き討ちで失われ、ほどなく新築された校舎も1912年（大正元年）の暴風で倒壊した。移民村の学童のうち小学校尋常科を終えたのち高等科に進む者は経済的に豊かな者のみで、それ以上の学歴に進む者はさらに少なかった。移民村の住人の学歴は高くはなかった。

### 宗教施設
日本本土からの移民は仏教の信仰が篤く、浄土真宗本願寺派が多数を占めていた。吉野神社では毎年6月8日に祈年祭が執り行われ、神楽や獅子舞、村相撲が奉納された。

### 用水路
用水路として「吉野圳」「宮前圳」、排水路として吉野排水路と和支線が掘削された。吉野村は地下水位が低く井戸水が得られないため、山地から飲料水を導いた。このうち吉野圳は大正2年から掘削工事が始まり、昭和7年に拡張し昭和16年に木瓜渓から取水するなど順次改修を重ねることで村内の耕地面積のうち9割が水田となった

### 社会組織
- 吉野村居住民会 : 公共の衛生と消防を担った
- 吉野禁酒会: 大正5年（1916年）成立
- 水車組合 : 吉野圳の分水路落差を利用して水車小屋を稼働させ、精米と製粉。
- 殖産組合
- 青年会 : 耕作促進と、農閑期の教育。
- 報徳会

### 東部種馬所
昭和11年（1936年）、東部種馬所が吉野村に設立された。

## 戦後の改革

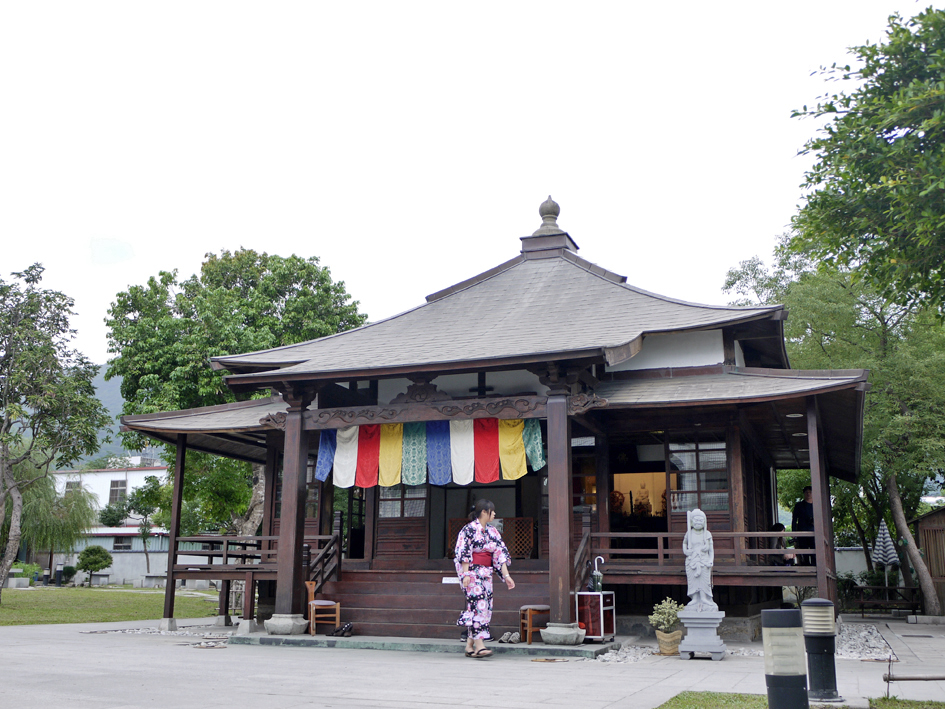
現在の吉安慶修院

1945年、日本敗戦。すでに2世の代（湾生）が半数を占めていた村民らは「引揚げ」など思いもよらず、中華民国政府の陳儀行政長官に2度に渡って在留嘆願書を提出した。だが翌1946年2月末に引き揚げ命令が下される。4月以降、日本人村民はすべて日本本土に引き上げた。引き揚げ者に許可された財産、荷物の持ち出しは一人につき現金1000円、夏用、冬用の衣類それぞれ3着、布団2枚のみだった。「吉野」の地名は「日本的」との理由で、1948年に「吉安」と改められ、吉野村含め住民が引き揚げたのちの移民村には、客家系の住民が住み付いた。
一方、日本全国に散った吉野村帰還者らは1952年に「吉野会」を900名の会員で結成し、以降は毎年に渡って会合を開催した。1960年、開村70年祝賀の会合では、四国の徳島市に350名が集結している。
吉野村時代の真言宗吉野布教所は「慶修院」として1997年に国家第三級古蹟2の指定を受け、2003年11月、花蓮県政府は慶修院を日本円で1億3千万円かけて修復し、当時の住職の息子ら29名の日本人を招待の上で落成式を執り行なった。現在では花蓮近郊の観光コースとして親しまれている。
2019年1月17日、花蓮県吉安郷と徳島県は友好交流協定を締結した。

## 争議
矢内原忠雄の著作『日本帝國主義下の台湾』では、チカソワン事件でアミ族の土地を強制的に強奪され、その上で成立したものが吉野村であるとしている。

## 参考資料
- 張素玢「未竟的殖民-日本在臺移民村」、衛城出版。
- 『官営移民事業報告書』台湾総督府、1919年3月31日。
- 『台湾』台湾日日新報、1914年7月2日。
- 『吉野村概況』吉野村民会、1936年。
- 山口政治『知られざる東台湾‐湾生が綴るもう一つの台湾史』展転社、2007年。ISBN 978-4-88656-301-9。